# Gormlaith ingen Murchada
Gormlaith ingen Murchada, född 960, död 1030, var en irisk drottning. 
Hon var dotter till kung Murchad mac Finn av Leinster. Hon var gift med vikingakungen Amlaíb Cuarán av York och Dublin (d. 981), därefter möjligen med Irlands storkung Máel Sechnaill mac Domnaill, och 999 med Irlands storkung Brian Boru. 
Drottning Gormlaith beskrivs i traditionell historieskrivning som intrigant, och påstås ha hetsat fram fler konflikter mellan män som slutligen resulterade i Slaget vid Clontarf 1014. Det finns dock inga samtida uppgifter om detta. 